# Воробей, Александр Валерьевич
Александр Валерьевич Воробей (укр. Олександр Валерійович Воробей; род. 14 июня 1995, Сокаль, Львовская область) — украинский футболист, вратарь.

## Карьера
Футбольную карьеру начинал в составе клуба «Тернополь». 9 октября 2016 года в матче против клуба «Оболонь» дебютировал в первой лиге Украины.
22 декабря 2017 года стал игроком украинского клуба «Волынь».
15 июля 2021 года перешёл в украинский клуб «Виктория» Николаевка.
1 августа 2022 года подписал контракт с клубом «Гагра» Тбилиси. 10 сентября 2022 года в матче против клуба «Динамо» Батуми дебютировал в чемпионате Грузии.

## Клубная статистика
| Игровая карьера | Игровая карьера       | Игровая карьера | Лига | Лига | Кубок | Кубок | Межд. | Межд. | Др. | Др. |
| --------------- | --------------------- | --------------- | ---- | ---- | ----- | ----- | ----- | ----- | --- | --- |
| 2019/20         | Агробизнес            | Б               | 19   | -18  | —     | —     | —     | —     | —   | —   |
| 2020/21         | Агробизнес            | Б               | 1    | -1   | —     | —     | —     | —     | —   | —   |
| 2020/21         | ВПК-Агро              | Б               | 2    | -3   | —     | —     | —     | —     | —   | —   |
| 2021/22         | Виктория (Николаевка) | В               | 16   | -20  | —     | —     | —     | —     | —   | —   |
| 2022            | Гагра (Тбилиси)       | А               | 8    | -8   | —     | —     | —     | —     | —   | —   |
| 2023            | Гагра (Тбилиси)       | А               | 28   | -41  | 1     | -3    | —     | —     | —   | —   |